# Щефан Белоф
Щефан Белоф е германски автомобилен състезател.
Роден е на 20 ноември 1957 година в град Гисен, Германия. Има 22 старта във Формула 1 с отбора на Тирел в които записва 4 точки. Загива 1 септември 1985 година на пистата Спа-Франкоршамп в Белгия.